# 646 (szám)
A 646 (római számmal: DCXLVI) egy természetes szám, szfenikus szám, a 2, a 17 és a 19 szorzata.

## A szám a matematikában
A tízes számrendszerbeli 646-os a kettes számrendszerben 1010000110, a nyolcas számrendszerben 1206, a tizenhatos számrendszerben 286 alakban írható fel.
A 646 páros szám, összetett szám, azon belül szfenikus szám, kanonikus alakban a 21 · 171 · 191 szorzattal, normálalakban a 6,46 · 102 szorzattal írható fel. Nyolc osztója van a természetes számok halmazán, ezek növekvő sorrendben: 1, 2, 17, 19, 34, 38, 323 és 646.
A 646 négyzete 417 316, köbe 269 586 136, négyzetgyöke 25,41653, köbgyöke 8,64459, reciproka 0,001548. A 646 egység sugarú kör kerülete 4058,93771 egység, területe 1 311 036,880 területegység; a 646 egység sugarú gömb térfogata 1 129 239 765,8 térfogategység.